# Pogonophora (botanica)
Pogonophora Miers ex Benth.  è un genere di piante della famiglia delle Peracee (attribuito in passato alle Euforbiacee).

## Tassonomia
Il genere comprende due sole specie:
- Pogonophora letouzeyi Feuillet
- Pogonophora schomburgkiana Miers ex Benth.

## Distribuzione e habitat
Le due specie hanno areali disgiunti: P. letouzeyi è diffusa in Africa centrale (Congo e Gabon), mentre P. schomburgkiana è presente nella fascia tropicale del Sud America (Bolivia, Brasile, Colombia, Guyana, Guyana francese, Suriname e Venezuela).